# Драгоманци
 Тази статия е за мъгленското село в Гърция.  За кумановското в Северна Македония вижте Драгоманце.  
Драгоманци (на гръцки: Άψαλος, Апсалос, до 1926 година Δραγουμάνιτσα или Δραγομανίτσα, Драгуманица/Драгоманица) е село в Егейска Македония, Гърция, в дем Мъглен (Алмопия) в административна област Централна Македония.

## География
Селото е разположено на 150 m надморска височина в котловината Мъглен (Моглена) на около 15 km северно от град Воден (Едеса) и на 11 km южно от демовия център Съботско (Аридеа). Селото е в началото на Драгоманския пролом, през който река Строница (Умин дол) излиза от Мъглен.

## История

### Праистория и Античност
В околностите на Драгоманци е локализирано античниото селище Апсалос, един от трите града в Алмопия заедно с Орма и Европос, споменати от Клавдий Птолемей във II век. Праисторически и антични селища са разкрити в местностите Комвос, Грами, Тумба и Върбен. Смята се, че в античността селищата около Драгоманци са сателити на крепостта над Почеп (Маргарита).

### В Османската империя
Църквата „Свети Атанасий“ е от XIX век. В „Етнография на вилаетите Адрианопол, Монастир и Салоника“, издадена в Константинопол в 1878 година и отразяваща статистиката на населението от 1873 година, Драгоманци (Dragomantzi) е посочено като село във Воденска каза с 340 къщи и 915 жители мюсюлмани и 280 българи.
Според Стефан Веркович към края на XIX век Драгоманци е българо-мохамеданско селище с мъжко население 424 души и 120 домакинства. Съгласно статистиката на Васил Кънчов („Македония. Етнография и статистика“) към 1900 година в Драгоманци живеят 220 българи християни и 1000 българи мохамедани. Българите християни постепенно се преселват във Воден.
Християнското население на Драгоманци е под върховенството на Българската екзархия. Според секретаря на екзархията Димитър Мишев („La Macédoine et sa Population Chrétienne“) в 1905 година в Драгоманци (Dragomantzi) има 120 българи екзархисти.
Екзархийската статистика за Воденската каза от 1912 година води селото като чисто българско мохамеданско с 1280 жители.

### В Гърция
През Балканската война селото е окупирано от гръцки части и остава в Гърция след Междусъюзническата война в 1913 година. Като чисто мюсюлманско село е регистрирано в преборяванията от 1913 и 1920 година. Боривое Милоевич пише в 1921 година („Южна Македония“), че Драгоманце има 260 къщи турци и 10 къщи цигани мохамедани.
В 1924 година мюсюлманското население на селото се изселва в Турция и на негово място са настанени гърци бежанци от Понт - Хаджи Осман, Никомидийско, Акдаг Маден, Анкарско, и Булгар Маден, в Южна Турция, Тракия - от Ексамили на Галиполския полуостров, и Мала Азия - от Смирненско. В 1926 година е преименувано на Апсалос. В 1928 година селото е бежанско с 299 семейства и 1210 жители бежанци. В 1945 година са заселени и власи от Епир.
Селото произвежда големи количества десертно грозде, тютюн, жито, като добре развито е и скотовъдството.
В 1981 година селото има 1277 жители. Според изследване от 1993 година селото е смесено бежанско-влашко като и понтийският език и влашкият в него са запазени на средно ниво.
| Име             | Име                | Ново име        | Ново име        | Описание                                                                  |
| --------------- | ------------------ | --------------- | --------------- | ------------------------------------------------------------------------- |
| Пърнаска        | Παρνάσκα           | Пурнари         | Πουρνάρι        | възвишение на Ю от Драгоманци (304 m)                                     |
| Върбино         | Βέρμπινον          | Ития            | Ίτιά            | възвишение на ЮИ от Драгоманци (261 m)                                    |
| Почепски кайнак | Καϊνάκι Μαργαρίτας | Пиги Маргаритас | Πηγή Μαργαρίτας | река на С от Драгоманци                                                   |
| Албанска        | Άλμπάνσκα          | Корифи          | Κορυφή          | възвишение в Паяк на ЮИ от Драгоманци, на ЮЗ от Дреново и на И от Върбени |
| Дигника         | Ντίγνικα           | Сикомено        | Σηκωμένο        | възвишение в Паяк на Ю от Дреново (334,6 m)                               |
| Чатак           | Τσατάκ             | Фурка           | Φούρκα          | възвишение в Паяк на ЮИ от Дреново                                        |
| Язиз            | Γιαζίζ             | Агиос           | Άγιος           | местност в Паяк на Ю от Дреново                                           |
| Кара            | Καρά               | Мавропотамос    | Μαυροπόταμος    | името на Мъгленица в пролома ѝ в Паяк                                     |
| Чифлик          | Τσιφλίκι           | Врахаки         | Βραχάκι         | местност в Паяк на И от Драгоманци и на З от Дреново                      |
| Големища        | Γκουλέμαστα        | Мегали Периохи  | Μεγάλη Περιοχή  | местност в Паяк на ЮЗ от Дреново                                          |

| Година    | 1913 | 1920 | 1928 | 1940 | 1951 | 1961 | 1971 | 1981 | 1991 | 2001 | 2011 | 2021 |
| --------- | ---- | ---- | ---- | ---- | ---- | ---- | ---- | ---- | ---- | ---- | ---- | ---- |
| Население | 1050 | 1015 | 1313 | 1502 | 1572 | 1491 | 1320 | 1277 | 1254 | 1178 | 1121 | 919  |